# Primera "A" (AFO)
La Primera "A" de la Asociación de Fútbol Oruro constituye el tercer nivel de competición del sistema de ligas de fútbol de Bolivia y es la primera categoría regional en la departamento de Oruro. Su organización depende de la Asociación de Fútbol Oruro.

## Historial
Nota: Nombres de clubes según la época. Entre paréntesis, veces que ha sido campeón el club.
| Edición         | Campeón                 | Subcampeón              | Ref.         |              |
| Era amateur     | Era amateur             | Era amateur             | Era amateur  |              |
| --------------- | ----------------------- | ----------------------- | ------------ | ------------ |
| 1924            | Bolívar Nimbles         |                         |              |              |
| 1925            | Oruro Royal             |                         |              |              |
| 1926            | Oruro Royal             |                         |              |              |
| 1927            | Oruro Royal             |                         |              |              |
| 1928            | Oruro Royal             |                         |              |              |
| 1929            | Oruro Royal             |                         |              |              |
| 1930            | Bolívar Nimbles         |                         |              |              |
| 1931            |                         |                         |              |              |
| 1932            | Oruro Royal             | Ingenieros              |              |              |
| 1933            | GUERRA DEL CHACO        |                         |              |              |
| 1934            | GUERRA DEL CHACO        |                         |              |              |
| 1935            |                         |                         |              |              |
| 1936            | Bolívar Nimbles         | Oruro Royal             |              |              |
| 1937            |                         |                         |              |              |
| 1938            | Oruro Royal             |                         |              |              |
| 1939            |                         |                         |              |              |
| 1940            |                         |                         |              |              |
| 1941            |                         |                         |              |              |
| 1942            |                         |                         |              |              |
| 1943            |                         |                         |              |              |
| 1944            |                         |                         |              |              |
| 1945            | San José                | Ingenieros              |              |              |
| 1946            | Oruro Royal             | Ingenieros              |              |              |
| 1947            | Bolívar Nimbles         |                         |              |              |
| 1948            | Oruro Royal             | Internacional           |              |              |
| 1949            | San José                | Ingenieros              |              |              |
| 1950            | Oruro Royal             |                         |              |              |
| 1951            | San José                | Oruro Royal             |              |              |
| 1952            |                         |                         |              |              |
| 1953            | San José                | Oruro Royal             |              |              |
| Era profesional |                         |                         |              |              |
| 1954            | San José                | Ingenieros              | [ 1 ]        |              |
| 1955            | Ingenieros              | Internacional           | [ 1 ]        |              |
| 1956            | Internacional           | Unión Obrera            | [ 1 ]        |              |
| 1957            | Unión Obrera            | Ingenieros              | [ 1 ]        |              |
| 1958            | Petrolero               | Ingenieros              | [ 1 ]        |              |
| 1959            | Ingenieros              | Bermúdez                | [ 1 ]        |              |
| 1960            | Petrolero               | Chaco                   | [ 1 ]        |              |
| 1961            |                         |                         | [ 1 ]        |              |
| 1962            | Petrolero               | Chaco                   | [ 1 ]        |              |
| 1963            | Petrolero               | Unión Obrera            | [ 1 ]        |              |
| 1964            | San José                | Unión Obrera            | [ 1 ]        |              |
| 1965            | Unión Obrera            | Ferroviario             | [ 1 ]        |              |
| 1966            | Ingenieros              | Ferroviario             | [ 1 ]        |              |
| 1967            | Ferroviario             | San José                | [ 1 ]        |              |
| 1968            | San José                | Ferroviario             | [ 1 ]        |              |
| 1969            | San José                | Ferroviario             | [ 1 ]        |              |
| 1970            | San José                | Ferroviario             | [ 1 ]        |              |
| 1971            | Ingenieros              | Ferroviario             | [ 1 ]        |              |
| 1972            | San José                | Ingenieros              | [ 1 ]        |              |
| 1973            | Ingenieros              | San José                | [ 1 ]        |              |
| 1974            | San José                | Ferroviario             | [ 1 ]        |              |
| 1975            | San José                | Miners Japo             | [ 1 ]        |              |
| 1976            | San José                | Miners Japo             | [ 1 ]        |              |
| Era amateur     |                         |                         |              |              |
| 1977            |                         |                         |              |              |
| 1978            | Oruro Royal             |                         |              |              |
| 1979            | ENAF                    | 31 de Octubre           |              |              |
| 1980            |                         |                         |              |              |
| 1981            |                         |                         |              |              |
| 1982            |                         |                         |              |              |
| 1983            |                         |                         |              |              |
| 1984            |                         |                         |              |              |
| 1985            | ENAF                    |                         |              |              |
| 1986            | Oruro Royal             |                         |              |              |
| 1987            | Oruro Royal             |                         |              |              |
| 1988            | Ferroviario             |                         |              |              |
| 1989            | Estudiantes Frontanilla | Ferroviario             |              |              |
| 1990            | Estudiantes Frontanilla | Ferroviario             |              |              |
| 1991            | Estudiantes Frontanilla | ENAF                    |              |              |
| 1992            | Estudiantes Frontanilla | MAFAL                   |              |              |
| 1993            | Estudiantes Frontanilla | Ingenieros              |              |              |
| 1994            | Ingenieros              | Estudiantes Frontanilla |              |              |
| 1995            | Oruro Royal             | Estudiantes Frontanilla |              |              |
| 1996            | Ingenieros              | Estudiantes Frontanilla |              |              |
| 1997            | Estudiantes Frontanilla | Atlético La Joya        |              |              |
| 1998            | Estudiantes Frontanilla | Ingenieros              |              |              |
| 1999            | Oruro Royal             | Ingenieros              |              |              |
| 2000            | San José                | Ingenieros              |              |              |
| 2001            | San José                | Ingenieros              |              |              |
| 2002            | Ingenieros              | Atlético La Joya        |              |              |
| 2003            | Ingenieros              | Oruro Royal             |              |              |
| 2004            | Ingenieros              | Atlético La Joya        |              |              |
| 2005            | Atlético La Joya        | Deportivo Huachacalla   |              |              |
| 2006            | Deportivo Cristal       | Oruro Royal             |              |              |
| 2007            | Deportivo Cristal       | Deportivo Huachacalla   |              |              |
| 2008            | Deportivo Cristal       | Ingenieros              |              |              |
| 2009            | Deportivo Cristal       | Oruro Royal             |              |              |
| 2010            | 31 de Octubre           | Oruro Royal             |              |              |
| 2011            | Oruro Royal             | E. M. Huanuni           |              |              |
| 2011/12         | Oruro Royal             | E. M. Huanuni           |              |              |
| 2012/13         | E. M. Huanuni           | Oruro Royal             |              |              |
| 2013/14         | Oruro Royal             | E. M. Huanuni           |              |              |
| 2014/15         | E. M. Huanuni           | Oruro Royal             |              |              |
| 2015/16         | Deportivo Escara        | Deportivo Kala          |              |              |
| 2016            | Deportivo Kala          | Deportivo Escara        |              |              |
| 2017            | E. M. Huanuni           | SUR-CAR                 | [ 2 ]        |              |
| 2018            | E. M. Huanuni           | Deportivo Escara        |              |              |
| 2019            | E. M. Huanuni           | SUR-CAR                 |              |              |
| 2020            | No disputado            | No disputado            | No disputado | No disputado |
| 2021            | Deportivo Shalon        | E. M. Huanuni           | [ 3 ]        |              |
| 2022            | Deportivo Shalon        | SUR-CAR                 |              |              |
| 2023-AD         | E. M. Huanuni           | Totora Real Oruro       | [ 4 ]        |              |
| 2023            | Totora Real Oruro       | SUR-CAR                 | [ 5 ]        |              |
| 2024            | Totora Real Oruro       | Oruro Royal             | [ 6 ]        |              |

## Goleadores por torneo
| 1924-1952 | Sin información  | Sin información   | Sin información | Sin información | Sin información |
| 1953      | Humberto Murillo | San José          | 13              |                 |                 |
| 1954-2014 | Sin información  | Sin información   | Sin información | Sin información | Sin información |
| 2015/16   | Rubén Vitingay   | Deportivo Kala    | 16              |                 |                 |
| 2017-2018 | Sin información  | Sin información   | Sin información | Sin información | Sin información |
| 2019      | Thabiso Brown    | Huanuni           | 28              |                 |                 |
| 2021      | Alexis Bravo     | Sur-Car           | 9               |                 |                 |
| 2022      | João Vinicius    | Deportivo Shalon  | 17              |                 |                 |
| 2023-AD   | Matías Vicedo    | Sur-Car           | 11              |                 |                 |
| 2023      | Ulises Navarro   | Oruro Royal       | 20              |                 |                 |
| 2024      | Alexis Bravo     | Totora Real Oruro | 22              |                 |                 |

## Palmarés
| Equipo                  | 1.º | 2.º | Temporadas campeón                                                                        | Temporadas subcampeón                                                   |
| ----------------------- | --- | --- | ----------------------------------------------------------------------------------------- | ----------------------------------------------------------------------- |
| San José                | 15  | 2   | 1945, 1949, 1951, 1953, 1954, 1964, 1968, 1969, 1970, 1972, 1974, 1975, 1976, 2000, 2001. | 1967, 1973.                                                             |
| Oruro Royal             | 11  | 8   | 1932, 1938, 1950, 1979, 1986, 1987, 1995, 1999, 2011, 2011/12, 2013/14.                   | 1953, 2003, 2006, 2009, 2010, 2012/13 2014/15, 2024.                    |
| Ingenieros              | 11  | 12  | 1955, 1959, 1966, 1971, 1973, 1994, 1996, 2002, 2003, 2004.                               | 1949, 1954, 1957, 1958, 1970, 1972, 1993, 1998, 1999, 2000, 2001, 2008. |
| Empresa Minera Huanuni  | 6   | 4   | 2010, 2012/13, 2014/15, 2017, 2018, 2019.                                                 | 2011, 2011/12, 2013/14, 2020, 2023-AD                                   |
| Estudiantes Frontanilla | 7   | 3   | 1989, 1990, 1991, 1992, 1993, 1997, 1998.                                                 | 1994, 1995, 1996.                                                       |
| Bolívar Nimbles         | 4   | 0   | 1924, 1930, 1936, 1947.                                                                   |                                                                         |
| Petrolero               | 4   | 0   | 1958, 1960, 1962, 1963.                                                                   |                                                                         |
| Deportivo Cristal       | 4   | 0   | 2006, 2007, 2008, 2009.                                                                   |                                                                         |
| Ferroviario             | 2   | 8   | 1967, 1988.                                                                               | 1965, 1966, 1968, 1969, 1971, 1974, 1989, 1990.                         |
| Unión Obrera            | 2   | 3   | 1957, 1965.                                                                               | 1956, 1963, 1964.                                                       |
| CDT Real Oruro          | 2   | 1   | 2023, 2024.                                                                               | 2023-AD.                                                                |
| Deportivo Shalon        | 2   | 0   | 2021, 2022.                                                                               |                                                                         |
| Atlético La Joya        | 1   | 3   | 2005.                                                                                     | 1997, 2002, 2004.                                                       |
| Deportivo Escara        | 1   | 2   | 2015/16.                                                                                  | 2016, 2018.                                                             |
| Internacional           | 1   | 1   | 1956.                                                                                     | 1955.                                                                   |
| ENAF                    | 1   | 1   | 1985.                                                                                     | 1991.                                                                   |
| Deportivo Kala          | 1   | 1   | 2016.                                                                                     | 2015/16.                                                                |
| SUR-CAR                 | 0   | 4   |                                                                                           | 2017, 2019, 2022, 2023.                                                 |
| Chaco                   | 0   | 2   |                                                                                           | 1960, 1962.                                                             |
| Miners Japo             | 0   | 2   |                                                                                           | 1975, 1976.                                                             |
| Deportivo Huachacalla   | 0   | 2   |                                                                                           | 2005, 2007.                                                             |
| Bermúdez                | 0   | 1   |                                                                                           | 1959.                                                                   |
| MAFAL                   | 0   | 1   |                                                                                           | 1992.                                                                   |

### Campeones consecutivos
| Pentacampeonatos        | Pentacampeonatos | Pentacampeonatos              | Pentacampeonatos |
| Club                    | Veces            | Años campeón                  |                  |
| ----------------------- | ---------------- | ----------------------------- | ---------------- |
| Estudiantes Frontanilla | 1                | 1989, 1990, 1991, 1992, 1993. |                  |

| Tetracampeonatos  | Tetracampeonatos | Tetracampeonatos        | Tetracampeonatos |
| Club              | Veces            | Años campeón            |                  |
| ----------------- | ---------------- | ----------------------- | ---------------- |
| Deportivo Cristal | 1                | 2006, 2007, 2008, 2009. |                  |

| Tricampeonatos         | Tricampeonatos | Tricampeonatos                       | Tricampeonatos |
| Club                   | Veces          | Años campeón                         |                |
| ---------------------- | -------------- | ------------------------------------ | -------------- |
| San José               | 2              | 1968, 1969, 1970 y 1974, 1975, 1976. |                |
| Petrolero              | 1              | 1960, 1962, 1963.                    |                |
| Ingenieros             | 1              | 2002, 2003, 2004.                    |                |
| Empresa Minera Huanuni | 1              | 2017, 2018, 2019.                    |                |

| Bicampeonatos           | Bicampeonatos | Bicampeonatos            | Bicampeonatos |
| Club                    | Veces         | Años campeón             |               |
| ----------------------- | ------------- | ------------------------ | ------------- |
| San José                | 2             | 1953, 1954 y 2000, 2001. |               |
| Oruro Royal             | 1             | 1986, 1987.              |               |
| Estudiantes Frontanilla | 1             | 1997, 1998.              |               |
| Deportivo Shalon        | 1             | 2021, 2022.              |               |

## Entrenadores campeones

### Listado reciente
| Año     | Club                   | Técnico Campeón       |
| ------- | ---------------------- | --------------------- |
| 2001    | San José               | Ramiro Vargas         |
| 2007    | Deportivo Cristal      | Óscar Sanz            |
| 2008    | Deportivo Cristal      | Orlando Cuizaga       |
| 2009    | Deportivo Cristal      | Juan Patricio Navía   |
| 2010    | 31 de Octubre          | Ramiro Vargas         |
| 2011    | Oruro Royal            | Sergio Apaza          |
| 2012/13 | Empresa Minera Huanuni | Domingo Sánchez       |
| 2013/14 | Oruro Royal            | Juan Patricio Navía   |
| 2014/15 | Empresa Minera Huanuni | Domingo Sánchez       |
| 2015/16 | Deportivo Escara       | Ramón Silvano Serrano |
| 2016    | Deportivo Kala         | José Ferrufino        |
| 2017    | Empresa Minera Huanuni | Domingo Sánchez       |
| 2018    | Empresa Minera Huanuni | Rubén Martínez        |
| 2019    | Empresa Minera Huanuni | Domingo Sánchez       |
| 2021    | Deportivo Shalon       | Elmer Pizarro         |
| 2022    | Deportivo Shalon       | Daniel Gómez          |
| 2023-AD | Empresa Minera Huanuni | Denys Heredia         |
| 2023    | CDT Real Oruro         | Néstor Colinas        |
| 2024    | CDT Real Oruro         | Daniel Gómez          |

### Técnicos con más títulos
- Lista de técnicos con al menos 2 títulos.

| Técnico             | Títulos | Años campeón                  |
| ------------------- | ------- | ----------------------------- |
| Domingo Sánchez     | 4       | 2012/13, 2014/15, 2017, 2019. |
| Ramiro Vargas       | 2       | 2001, 2010.                   |
| Juan Patricio Navía | 2       | 2009, 2013/14.                |